# Autostrade in Iran
Le autostrade in Iran hanno circa 35 anni di vita e la rete, nel 2009 è di circa 1600 km.
La prima autostrada in Iran è stata costruita prima della rivoluzione tra Teheran e Karaj e anche la costruzione della autostrada Teheran-Qom, nonché lo studio di molte altre, sono iniziati prima della rivoluzione.

## Elenco delle autostrade di Iran

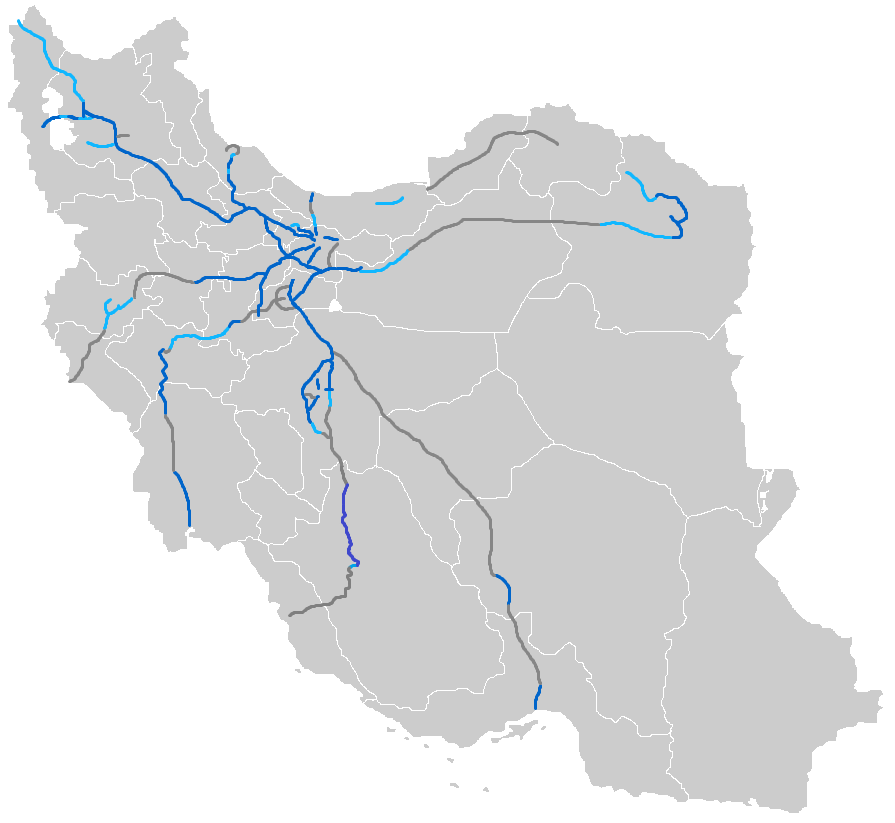
Autostrade odierne

| Simbolo | Nome                           | Situazione                            |
| ------- | ------------------------------ | ------------------------------------- |
|         | Tehran-Karaj                   |                                       |
|         | Karaj-Qazvin                   |                                       |
|         | Qazvin-Zanjan                  |                                       |
|         | Zanjan-Tabriz                  | Tutti in uso eccetto gli ultimi 32 km |
|         | Tehran-Qom                     |                                       |
|         | Qom-Kashan-Esfahan             |                                       |
|         | Esfahan Western Bypass         |                                       |
|         | Tehran-Shomal                  | In costruzione                        |
|         | Tehran-Saveh                   |                                       |
|         | Saveh-Salafchegan              |                                       |
|         | Salafchegan-Arak               | In costruzione                        |
|         | Arak-Borujerd-Khorramabad      | In costruzione                        |
|         | Khorramabad-Pole Zal-Andimeshk | In costruzione                        |
|         | Andimeshk-Ahvaz                | In costruzione                        |
|         | Ahvaz-Bandar Khomeini          |                                       |
|         | Qazvin-Rasht                   |                                       |
|         | Tabriz-Orumieh                 | In costruzione                        |
|         | Esfahan Eastern Bypass         |                                       |
|         | Esfahan-Shahinshahr            |                                       |
|         | Shiraz-Esfahan                 | Progettata                            |
|         | Natanz-Sirjan                  | Progettata                            |
|         | Sirjan-Bandarabbas             | Progettata                            |
|         | Kerman-Anar                    | Progettata                            |
|         | Kerman-Zahedan-Mirjaveh        | Progettata                            |
|         | Mashhad-Bojnurd-Gorgan         | In costruzione                        |
|         | Shiraz-Firuzabad-Jam           | Progettata                            |
|         | Shiraz-Bushehr                 | Progettata                            |